# Ван Тінюнь
Ван Тінюнь (1151 — 1202) — китайський художник та каліграф часів династії Цзінь.

## Життєпис
Народився в області Хедун (сучасний повіт Юнцзі провінції Шаньсі). Про його батьків мало відомостей. Був небожем відомого художника племінник Мі Фу. Ван Тінюнь народився на території, захопленої чжурчженями та увійшла до складу заснованої ними держави Цзінь. Незважаючи на своє походження, він вже у 1176 році успішно склав столичний іспит, отримавши вищий вчений ступінь цзиньши. Надалі зробив блискучу офіційну кар'єру: став членом академії Ханьлінь — центральної гуманітарного установи династії Цзінь. У 1201 році отримує призначення на посаду придворного історіографа. Помер у 1202 році у м. Яньцзін (сучасний Пекін).

## Творчість
Став продовжувачем традицій школи «художників-літераторів» (веньжень хуа 文人 画). Він працював виключно у монохромній техніці, поєднуючи композиції зі старих засохлих дерев, каменів та бамбука, що можна побачити на єдиному збереженому його творі — горизонтальному сувої «Самотній бамбук й засохле дерево».
Твори і погляди Ван Тінюня мали істотний вплив на мальовничу практику держави Цзінь, привнесли до неї манеру письма й естетичні прийоми, властиві школі «художників-літераторів».